# Georg Schwarz (homme politique, 1873)
Pour les articles homonymes, voir Georg Schwarz (homme politique, 1896) et Schwarz.
Georg Schwarz (né le 9 mars 1873 à Abenberg et mort le 9 décembre 1948 à Schweinfurt) est un secrétaire ouvrier, expéditeur de journaux et député du Reichstag.

## Biographie
Schwarz étudie à l'école élémentaire de Nuremberg pendant sept ans, y suit lui-même deux semestres de cours commerciaux, assiste à des soirées de classe affaires à Nuremberg et au cours social à Munich-Gladbach. Il suit une formation de peintre décorateur, doit abandonner l'activité d'assistant en raison d'une maladie professionnelle, rejoint l'expédition d'une revue spécialisée et y travaille comme agent de voyages pendant 15 ans. À partir de novembre 1905, il dirige le secrétariat ouvrier chrétien de Schweinfurt. À partir de 1919, il est également secrétaire de district et plus tard deuxième directeur de l'Association des agriculteurs chrétiens de Basse-Franconie à Schweinfurt.
De 1905 à 1911, il est membre du Zentrum de la chambre des députés de Bavière (de). De 1912 à 1918, il est député du Reichstag pour la 5e circonscription de Basse-Franconie (Schweinfurt, Haßfurt (de), Ebern (de)) avec le Zentrum De 1919 à 1920 et de 1924 à 1933, il est membre du parlement de l'État de Bavière (de) pour le Parti populaire bavarois.